# 소울칼리버 (비디오 게임)
소울칼리버(Soulcalibur)는 남코가 1998년에 발매한 3차원 대전게임이다. 소울 엣지의 후속작으로서 《소울》시리즈의 두 번째 작품이다. 남코의 시스템12의 성능에 힘입은 최첨단 그래픽과 모션 캡처를 통해 재현된 매끄러운 움직임에 사용자를 경악시켰다. 1999년에 드림캐스트로 이식되었는데 이식 기간이 짧았음에도 불구하고 완성도가 높아 북미에서 높은 판매고를 올렸고 탄탄한 유저층을 쌓았다.

## 평가
| 통합 점수         | 통합 점수                            |
| 통합사            | 점수                                 |
| ----------------- | ------------------------------------ |
| 게임랭킹스        | SDC: 97% X360: 79%                   |
| 메타크리틱        | SDC: 98/100 X360: 79/100 iOS: 73/100 |
| 평론 점수         |                                      |
| 평론사            | 점수                                 |
| 1UP.com           | X360: B-                             |
| 올게임            | [ 7 ]                                |
| 유로게이머        | X360: 8/10                           |
| 패미츠            | SDC: 40/40                           |
| 게임 인포머       | SDC: 9.25/10                         |
| 게임팬            | SDC: 98/100                          |
| 게임프로          | SDC:                                 |
| 게임스팟          | SDC: 10/10 X360: 7.5/10              |
| IGN               | SDC: 10/10 X360: 8.1/10              |
| 넥스트 제네레이션 | [ 18 ]                               |
| TouchArcade       | iOS:                                 |

| 수상                      | 수상             |
| 평론사                    | 수상             |
| ------------------------- | ---------------- |
| Electronic Gaming Monthly | Game of the Year |
| GameRankings              | Game of the Year |
| GameSpot                  | Game of the Year |

## 같이 보기
- 소울칼리버 시리즈